# Ischnura intermedia
Ischnura intermedia – gatunek ważki z rodziny łątkowatych (Coenagrionidae). Występuje na Cyprze, w Turcji, Syrii, Iraku, Iranie i Turkmenistanie.